# David Rangel
David Rangel Pastor (Valencia, 25 luglio 1979) è un ex calciatore spagnolo, di ruolo portiere.

## Carriera
Rangel è stato preso nel 2000 dal Valencia dal vicino club del Burjassot, spedendolo i  primi due anni con la squadra B. Nella stagione 2003-04, ha fatto parte della Prima Squadra con i colleghi Santiago Cañizares e Andrés Palop, fa la sua prima e unica apparizione nella Liga il 14 maggio 2004, con il Valencia  già campioni, nella sconfitta per 1-2 contro il Villarreal. 
Nel 2004, Rangel ha firmato con la Lleida in Seconda Divisione, con la squadra Catalana retrocessa in  Seconda Divisione B. Ha giocato in 27 delle 42 partite di campionato. Successivamente, ha continuato la sua carriera Seconda Divisione B terzo livello spagnolo, giocando soprattutto nella sua regione natale.

## Palmarès

### Club

#### Competizioni nazionali
- Campionato spagnolo: 1

Valencia: 2003-2004

#### Competizioni internazionali
- Coppa UEFA: 1

Valencia: 2003-2004